# Isachne surgens
Isachne surgens är en gräsart som beskrevs av Pieter Jansen. Isachne surgens ingår i släktet Isachne och familjen gräs. Inga underarter finns listade i Catalogue of Life.